# Supercoppa olandese (pallavolo femminile)
La Supercoppa olandese è una competizione pallavolistica per squadre di club olandesi femminili, organizzata con cadenza annuale dalla NeVoBo.

## Edizioni
| Edizione      | Edizione          | Podio          | Podio     | Podio      |
| Anno          | Sede della finale | Campione       | Risultato | Finalista  |
| ------------- | ----------------- | -------------- | --------- | ---------- |
| 1992 Dettagli | -                 | Martinus       | -         | -          |
| 1993 Dettagli | -                 | Vughtse        | -         | -          |
| 1994 Dettagli | -                 | Vughtse        | -         | -          |
| 1995 Dettagli |                   | AMVJ           | -         | -          |
| 1996 Dettagli | -                 | Vughtse        | -         | -          |
| 1997 Dettagli | -                 | Vughtse        | -         | AMVJ       |
| 1998 Dettagli | -                 | Weert          | -         | -          |
| 1999 Dettagli | -                 | Pollux         | -         | -          |
| 2000 Dettagli | -                 | Pollux         | -         | -          |
| 2001 Dettagli | -                 | Pollux         | 3 - 0     | Sliedrecht |
| 2002 Dettagli | -                 | Pollux         | 3 - 0     | Longa'59   |
| 2003 Dettagli | -                 | Longa'59       | 3 - 0     | Pollux     |
| 2004 Dettagli | -                 | Longa'59       | 3 - 1     | Pollux     |
| 2005 Dettagli | -                 | Longa'59       | 3 - 0     | AMVJ       |
| 2006 Dettagli | -                 | Martinus       | 3 - 0     | Longa'59   |
| 2007 Dettagli | -                 | Martinus       | 3 - 0     | Longa'59   |
| 2008 Dettagli | -                 | Martinus       | 3 - 1     | Sliedrecht |
| 2009 Dettagli | -                 | TVC Amstelveen | 3 - 0     | Alterno    |
| 2010 Dettagli | -                 | TVC Amstelveen | 3 - 1     | Alterno    |
| 2011 Dettagli | -                 | Weert          | 3 - 2     | Sneek      |
| 2012 Dettagli | -                 | Weert          | 3 - 1     | Sliedrecht |
| 2013 Dettagli | -                 | Sliedrecht     | 3 - 2     | Alterno    |
| 2014 Dettagli | -                 | Sneek          | 3 - 0     | Alterno    |
| 2015 Dettagli | -                 | Sneek          | 3 - 2     | Sliedrecht |
| 2016 Dettagli | Doetinchem        | Eurosped       | 3 - 0     | Sneek      |
| 2017 Dettagli | Sliedrecht        | Sliedrecht     | 3 - 2     | Sneek      |
| 2018 Dettagli | Sliedrecht        | Sliedrecht     | 3 - 1     | Eurosped   |
| 2019 Dettagli | Sliedrecht        | Sliedrecht     | 3 - 0     | Apollo 8   |
| 2020 Dettagli | Ede               | Sliedrecht     | 3 - 1     | Eurosped   |
| 2021 Dettagli | Sliedrecht        | Sliedrecht     | 3 - 0     | Apollo 8   |
| 2022 Dettagli | Sliedrecht        | Utrecht        | 3 - 1     | Sliedrecht |
| 2023 Dettagli | Sneek             | Sneek          | 3 - 1     | Sliedrecht |
| 2024 Dettagli | Sneek             | Apollo 8       | 3 - 0     | Sneek      |

## Palmarès
| Squadra        | Titolo | Edizione                           |
| -------------- | ------ | ---------------------------------- |
| Sliedrecht     | 6      | 2013, 2017, 2018, 2019, 2020, 2021 |
| Martinus       | 4      | 1992, 2006, 2007, 2008             |
| Vughtse        | 4      | 1993, 1994, 1996, 1997             |
| Pollux         | 4      | 1999, 2000, 2001, 2002             |
| Longa'59       | 3      | 2003, 2004, 2005                   |
| Weert          | 3      | 1998, 2011, 2012                   |
| Sneek          | 3      | 2014, 2015, 2023                   |
| TVC Amstelveen | 2      | 2009, 2010                         |
| AMVJ           | 1      | 1995                               |
| Eurosped       | 1      | 2016                               |
| Utrecht        | 1      | 2022                               |
| Apollo 8       | 1      | 2024                               |